# Saurauia stapfiana
Saurauia stapfiana är en tvåhjärtbladig växtart som beskrevs av Buscal. Saurauia stapfiana ingår i släktet Saurauia och familjen Actinidiaceae. Utöver nominatformen finns också underarten 